# Oenochroma ochripennata
Oenochroma ochripennata là một loài bướm đêm trong họ Geometridae.